# Agatha
Agatha és una pel·lícula de 1979, dirigida per Michael Apted que va ser nominada a l'Oscar al millor vestuari.

## Argument
La famosa escriptora de novel·les policíaques (Agatha Christie) va desaparèixer de forma misteriosa durant onze dies l'any 1926. Sobre aquesta realitat la pel·lícula desenvolupa una història que comença amb la petició de divorci que li fa Agatha Christie (Vanessa Redgrave) al seu marit Archibald (Timothy Dalton). Veient el seu matrimoni arruïnat, Agatha es refugia en un balneari sense deixar les seves dades. Tot el país la cerca, ja que es tracta d'un personatge famós i estimat. Al final serà un periodista americà (Dustin Hoffman) qui la trobi i qui l'ajudi a superar les contrarietats.

## Repartiment
- Dustin Hoffman: Wally Stanton
- Vanessa Redgrave: Agatha Christie
- Timothy Dalton: Coronel Archibald Christie
- Helen Morse: Evelyn Crawley
- Celia Gregory: Nancy Neele
- Paul Brooke: John Foster
- Carolyn Pickles: Charlotte Fisher
- Timothy West: Kenward
- Tony Britton: William Collins
- Alan Badel: Lord Brackenbury

## Rebuda
Agatha  va ser generalment molt ben rebuda per la crítica, i té una ràtio del 82% a Rotten Tomatoes. No a tots els crítics els va agradar la pel·lícula, tanmateix. Roger Ebert del Chicago Sun-Times va donar la pel·lícula dos i mig sobre quatre i deia als lectors que la relació entre Christie i el periodista americà "no és real. No té cap moment profundament sentit...és profundament sobreactuat."

## Premis i nominacions

### Nominacions
- 1980. Oscar al millor vestuari per Shirley Russell
- 1980. BAFTA al millor vestuari per Shirley Russell